# HD48160
HD48160 — хімічно пекулярна зоря спектрального класу
A0 й має видиму зоряну величину в смузі V приблизно 10,2.

## Пекулярний хімічний вміст
Зоряна атмосфера HD48160 має підвищений вміст 
Si
.